# 히바 칸국의 칸 목록
히바 칸국의 역대 칸은 다음과 같다.

## 1차 온기라트 왕조 (1359년 ~ 1388년)
이 왕조는 히바 칸국이 생겨나기 이전 화레즘 지역에서 독립 운동을 이끈 칸들이다.
| -                                                                              | 후세인 수피 | 1359년 ~ 1373년 | 난가다야의 아들    |
| -                                                                              | 유수프 수피 | 1373년 ~ ?      | 후세인 수피의 아들 |
| -                                                                              | 술레이 수피 | ? ~ 1388년      | 후세인 수피의 아들 |
| 이 왕조는 히바 칸국이 생겨나기 이전 화레즘 지역에서 독립 운동을 이끈 칸들이다. |             |                 |                    |

## 아랍샤히드 왕조(1511년 ~ 1728년)
| 1                                                                     | 일바르스 1세                     | 1511년 ~ 1518년 | 부레크 술탄의 아들                                             |
| 2                                                                     | 술탄 하지 칸                     | 1518년 ~ 1519년 | 빌리키즈흐 술탄의 아들                                         |
| 3                                                                     | 하산 쿨리 칸                     | 1519년          | 아불렉 칸의 아들                                               |
| 4                                                                     | 술피안 칸                        | 1519년 ~ 1522년 | 아미넥 칸의 아들                                               |
| 5                                                                     | 부주가 칸                        | 1522년 ~ 1526년 | 아미넥 칸의 아들                                               |
| 6                                                                     | 아바네쉬 칸                      | 1526년 ~ 1538년 | 아미넥 칸의 아들                                               |
| 부하라 칸국의 침공으로 일시적으로 화레즘이 점령당함 (1538년 ~ 1540년) |                                  |                 |                                                                |
| 7                                                                     | 칼 칸                            | 1541년 ~ 1547년 | 아미넥 칸의 아들                                               |
| 8                                                                     | 아가타이 칸                      | 1547년 ~ 1557년 | 아미넥 칸의 아들                                               |
| 9                                                                     | 도스 칸                          | 1557년 ~ 1558년 | 부주가 칸의 아들                                               |
| 10                                                                    | 하지 무함마드 칸                 | 1558년 ~ 1602년 | 아가타이 칸의 아들 1593년 ~ 1594년 부하라 칸국이 화레즘을 점령 |
| 11                                                                    | 아랍 무함마드 칸                 | 1602년 ~ 1621년 | 하지 무함마드 칸의 아들                                        |
| 12 13                                                                 | 바쉬 술탄 칸과 일바르스 술탄 칸  | 1621년 ~ 1623년 | --                                                             |
| 14                                                                    | 이스판디야르 칸                  | 1623년 ~ 1643년 | 아랍 무함마드 칸의 아들                                        |
| 15                                                                    | 아불 가지 바하두르 칸            | 1643년 ~ 1663년 | 아랍 무함마드 칸의 아들                                        |
| 16                                                                    | 아불 무자파르 무함마드 아누샤 칸 | 1663년 ~ 1686년 | 아불 가지 바하두르의 아들                                      |
| 17                                                                    | 후다이다드 칸                    | 1686년 ~ 1689년 | 아누샤 무함마드의 아들                                         |
| 18                                                                    | 아우랑 칸                        | 1689년 ~ 1694년 | 아누샤 무함마드의 아들                                         |
| 19                                                                    | 조쉬 칸                          | 1694년 ~ 1697년 | 하지 무함마드 칸의 아들                                        |
| 20                                                                    | 발리 칸                          | 1697년 ~ 1698년 | 하지 무함마드 칸의 아들                                        |
| 21                                                                    | 샤니야즈 칸                      | 1698년 ~ 1703년 | 조쉬 칸의 아들                                                 |
| 22                                                                    | 샤흐바트 칸                      | 1703년          | 샤니야즈 칸의 아들                                             |
| 23                                                                    | 알리 칸                          | 1703년          | 샤니야즈 칸의 아들                                             |
| 24                                                                    | 무사 칸                          | 1703년 ~ 1704년 | 조쉬 칸 의 아들                                                |
| 25                                                                    | 야디가르 칸                      | 1704년 ~ 1714년 | 하지 무함마드 칸의 아들                                        |
| 26                                                                    | 세르가지 칸                      | 1714년 ~ 1728년 | 술탄 하지 칸의 아들                                            |
| 27                                                                    | 일바르스 3세                     | 1728년 ~ 1740년 | 1740년에 페르시아가 점령                                       |
| 28                                                                    | 아불 가지 무함마드 2세           | 1740년 ~ 1745년 | --                                                             |
| 29                                                                    | 티무르 샤 칸                     | 1721년 ~ 1736년 |                                                                |
| 30                                                                    | 바하두르 칸                      | 1728년          | 카자흐의 칸                                                    |
| 31                                                                    | 타히르 칸                        | 1740년 ~ 1741년 | 카자흐의 칸                                                    |
| 32                                                                    | 누랄리 칸                        | 1741년 ~ 1742년 | 카자흐의 칸                                                    |
| 33                                                                    | 아불 가지 2세                    | 1742년 ~ 1746년 | --                                                             |
| 이 왕조는 야디가리드 샤바니드 왕조라고도 한다.                        |                                  |                 |                                                                |

## 투카-티무르 왕조(1747년 ~ 1770년)
| 34                                                          | 가이포프 칸        | 1747년 ~ 1757년 | 1747년 페르시아에게서 독립함 |
| 35                                                          | 압둘라 카라바이 칸 | 1757년          | --                           |
| 36                                                          | 티무르 가지 칸     | 1757년 ~ 1763년 | --                           |
| 1804년(사실상 1763년)부터 칸 전원이 온기리트 왕조가 되었다. |                    |                 |                              |
| 37                                                          | 타우케 칸          | 1763년 ~ 1764년 | --                           |
| 38                                                          | 샤 가지 칸         | 1764년 ~ 1767년 | --                           |
| 39                                                          | 아불 가지 3세      | 1767년 ~ 1768년 | --                           |
| 40                                                          | 누랄리 2세         | 1767년 ~ 1769년 | --                           |
| 41                                                          | 자항기르 칸        | 1769년 ~ 1770년 | --                           |
| 42                                                          | 볼라칸 칸          | 1700년          | --                           |

## 2차 온기라트 왕조 (1763년 ~ 1920년)
| #                                                | 초상화                   | 칸                 | 출생과 사망          | 재위 시작 | 재위 종료  | 기 타                          |
| ------------------------------------------------ | ------------------------ | ------------------ | -------------------- | --------- | ---------- | ------------------------------ |
| 43                                               |                          | 무함마드 아민 비이 | 1730년 ~ 1790년      | 1763년    | 1790년     | 이스 무함마드 야르 비이의 아들 |
| 44                                               |                          | 압즈 아낙 칸       | 1750년 ~ 1804년      | 1790년    | 1804년     | 무함마드 아민 비이의 아들      |
| 45                                               |                          | 이르타자르 칸      | 1760년 ~ 1806년      | 1804년    | 1806년     | 압즈 아낙 칸의 아들            |
| 46                                               |                          | 무함마드 라힘 1세  | 1775년 ~ 1825년      | 1806년    | 1825년     | 압즈 아낙 칸의 아들            |
| 47                                               |                          | 알라쿨리 칸        | 1794년 ~ 1842년      | 1825년    | 1842년     | 무함마드 라힘 1세의 아들       |
| 48                                               |                          | 라힘쿨로프 칸      | 1804년 ~ 1845년      | 1842년    | 1845년     | 알라쿨리 칸의 아들             |
| 49                                               |                          | 무함마드 아민 칸   | 1817년 ~ 1855년      | 1845년    | 1855년     | 알라쿨리 칸의 아들             |
| 50                                               |                          | 압둘라 칸          | 1817년 ~ 1855년      | 1855년    | 1855년 8월 | 무함마드 아민 칸의 아들        |
| 51                                               |                          | 쿠트루크 무라드 칸 | 1837년 ~ 1856년      | 1855년    | 1856년     | 압둘라 칸의 아들               |
| 52                                               |                          | 사이드 무함마드 칸 | 1823년 12월 ~ 1864년 | 1856년    | 1864년     | 무함마드 라힘 1세의 아들       |
| 53                                               | Хан Хивинского ханства   | 무함마드 라힘 2세  | 1845년 12월 ~ 1910년 | 1864년    | 1910년     | 사이드 무함마드 칸의 아들      |
| 1873년부터 히바 칸국이 러시아의 보호국이 되었다. |                          |                    |                      |           |            |                                |
| 54                                               | Isfandiyar Jurji Bahadur | 아스판디야로프 칸  | 1871년 ~ 1918년      | 1910년    | 1918년     | 무함마드 라힘 2세의 아들       |
| 55                                               |                          | 사이드 압둘라 칸   | ? ~ ?                | 1918년    | 1920년     | --                             |